# González 3.ª Sección
González 3.ª Sección es una localidad del municipio de Centro ubicado en la subregión centro del estado mexicano de Tabasco.

## Geografía
La localidad de González 3.ª Sección se sitúa en las coordenadas geográficas 17°58′37″N 93°04′37″O / 17.976944, -93.076944, a una elevación de 10 metros sobre el nivel del mar.

## Demografía
Según el Censo de Población y Vivienda 2020, efectuado por el Instituto Nacional de Estadística y Geografía, la localidad de González 3.ª Sección tiene 1,513 habitantes, de los cuales 752 son del sexo masculino y 761 del sexo femenino. Su tasa de fecundidad es de 2.28 hijos por mujer y tiene 424 viviendas particulares habitadas.
| Gráfica de evolución demográfica de González 3.ª Sección entre 1970 y 2020 |
|                                                                            |
| INEGI.                                                                     |